# Чимолайс
Чимола̀йс (на италиански и на фриулски: Cimolais) е село и община в Северна Италия, провинция Порденоне, автономен регион Фриули-Венеция Джулия. Разположено е на 652 m надморска височина. Населението на общината е 431 души (към 2010 г.).